# Sarcofago di Costantina

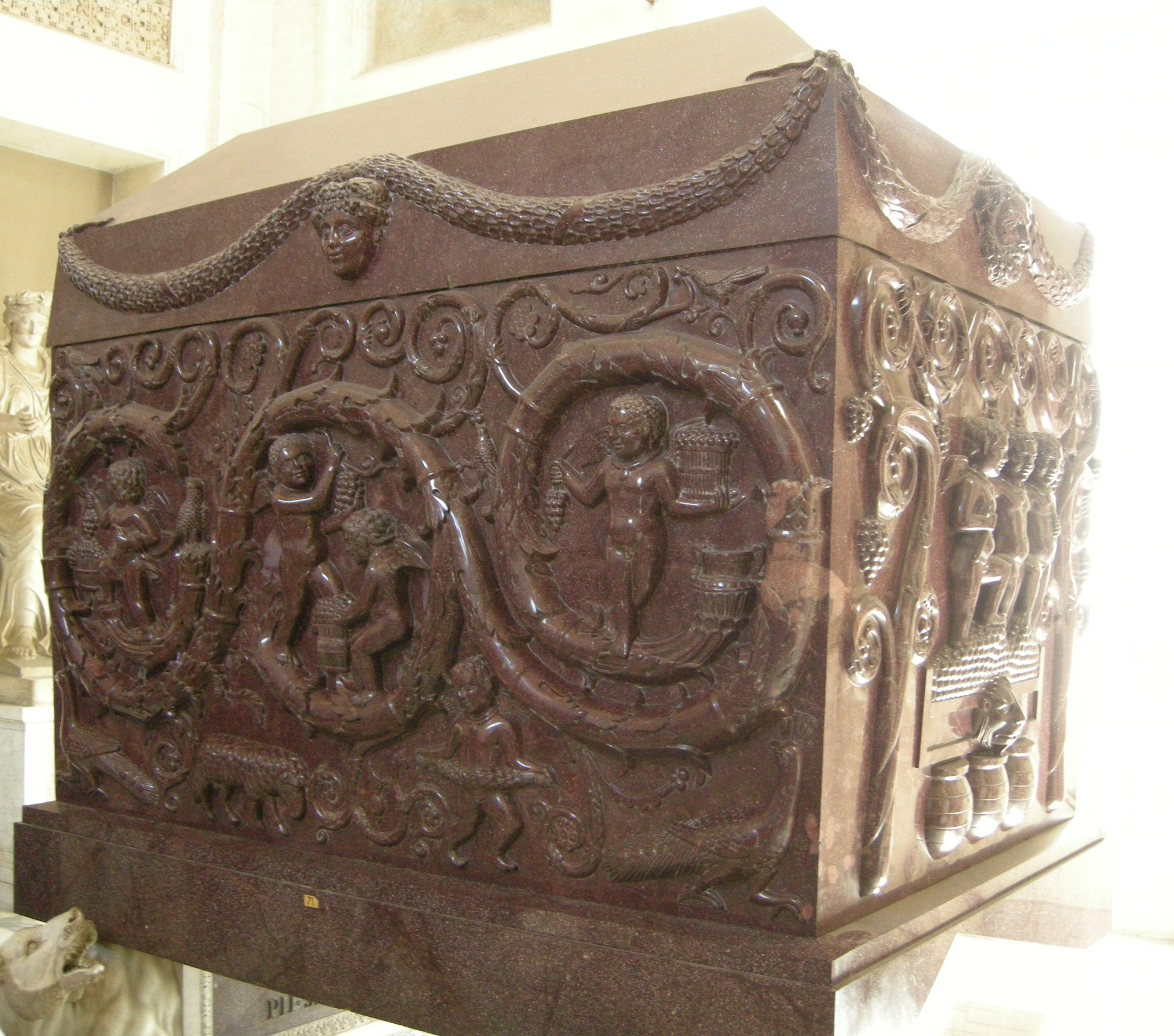
Sarcofago di Costantina

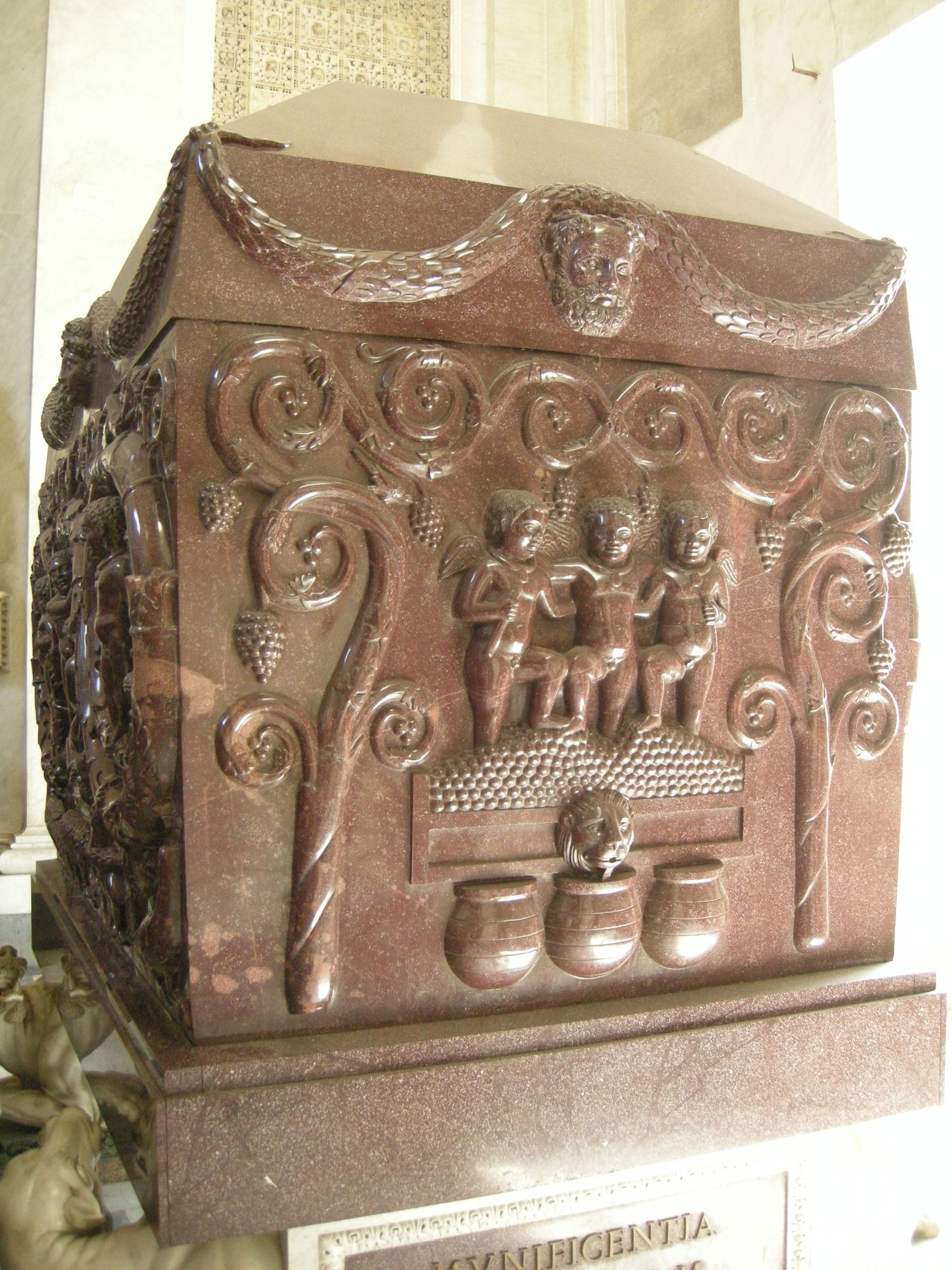
Lato destro

Il sarcofago di Costantina è un sarcofago in porfido rosso proveniente dalla chiesa di Santa Costanza, dove fu sepolta la figlia di Costantino I, Costantina, e oggi conservato nei Musei Vaticani.

## Storia
Il massiccio sarcofago, alto 2,25 metri, è strutturato in maniera simile al sarcofago di Elena, nonna paterna di Costantina, e anche il rispettivo mausoleo presso la basilica di Sant'Agnese fuori le mura (di fondazione costantiniana) era molto simile al mausoleo di Elena sull'antica via Labicana. Il sarcofago, citato in un passo del Liber Pontificalis e in uno di Ammiano Marcellino, venne verosimilmente realizzato contemporaneamente alla chiesa, tra il 337 e il 354 (con probabilità vicino al 340), e collocato in una nicchia opposta all'entrata, poco lontano dal sarcofago della sorella di Costantina, Elena, che non si è conservato.

## Descrizione
Il coperchio ha quattro spioventi e un alto bordo sul quale corrono delle ghirlande sostenute da protomi. La cassa non è profilata e reca una ricca decorazione a rilievo di amorini alla vendemmia, dove i tralci di vite concorrono a formare complesse girali che decorano tutto il registro superiore, i bordi nei lati minori e inquadrano al centro dei lati lunghi delle scenette con putti. Nella parte inferiore dei lati lunghi figurano vari animali che mischiano la simbologia pagana e cristiana, come i pavoni, simbolo di Giunone, che quale regina degli dei, simboleggia le imperatrici,  e le pecore, simbolo dei cristiani. Nella scena centrale vi sono degli amorini che vendemmiano entro corone vegetali. I lati corti invece mostrano tre amorini intenti alla pigiatura dei grappoli d'uva, con il mosto che esce dalla protome leonina della vasca che funge da tino, e riempie uno dei tre recipienti allineati per riceverlo.
La simbologia della vendemmia nell'arte funeraria è molto antica e legata ai culti dionisiaci, secondo i quali l'uva morendo, al pari dell'essere umano, poteva creare qualcosa di migliore che era il vino: l'ambiguità di un tema pagano non ancora interamente assimilato al cristianesimo è tipica di quel periodo storico. Anche la scelta degli animali rimanda al tema del sacrificio (agnello, pecora) e resurrezione (pavone che cambia il piumaggio a primavera e la cui carne si credeva immarcescibile, in grado quindi di superare la morte). Lo stesso tema era ripreso dai mosaici della volta anulare del mausoleo, in un continuo richiamo tra i diversi materiali e tecniche artistiche. 
I confronti possibili sono opere molto vicine, una conservata a Istanbul e una ad Alessandria d'Egitto, che confermano come la lavorazione del duro porfido, pietra riservata alla corte imperiale fin dal III secolo, fosse esclusiva delle officine e degli artisti orientali.
Rispetto al sarcofago di Elena, di una ventina d'anni anteriore, si nota un permanere dell'ispirazione classica nella composizione, ma un rendimento ormai più tozzo delle figure, con volumi semplificati e una ricchezza di dettagli calligrafici soprattutto negli elementi vegetali, che si inseriscono pienamente nel processo di trapasso dell'arte tardoantica verso le nuove forme anti-classiche che porteranno all'arte medievale.

## Altre immagini

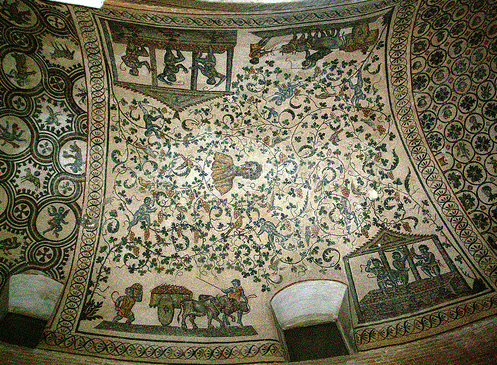
Mosaici di Santa Costanza con tralci di vite e putti vendemmianti
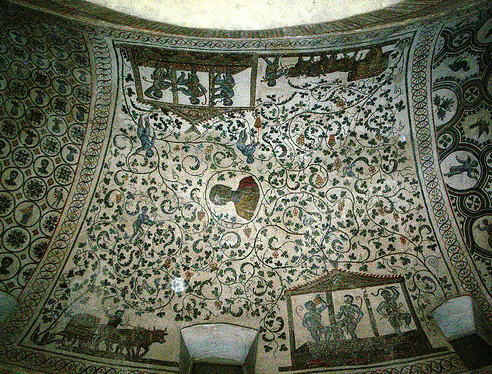
Mosaici di Santa Costanza con tralci di vite e putti vendemmianti